# Flugplatz Tanquary Fiord

i7
i11
i13

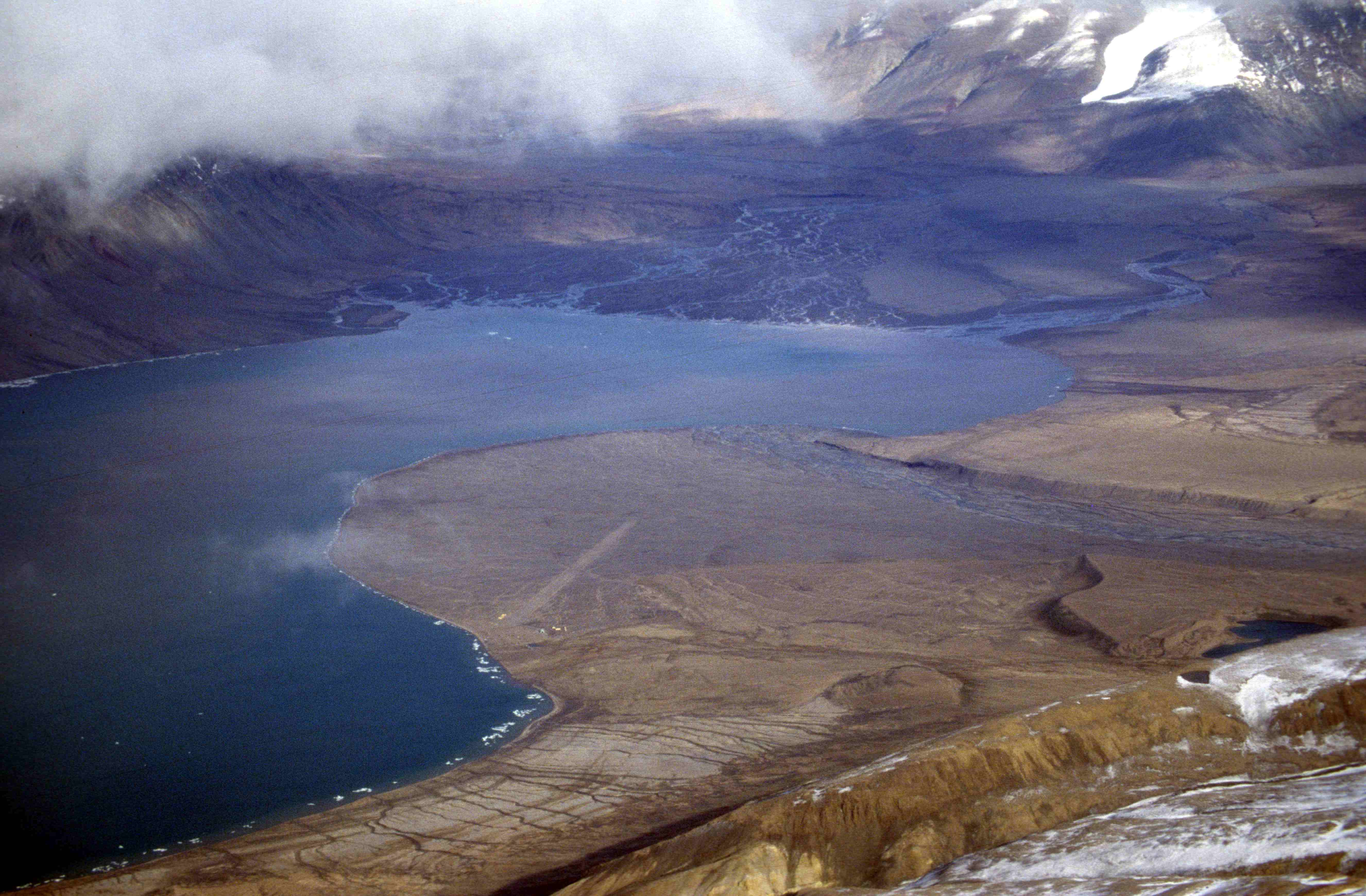
Piste des Flugplatzes auf der Landzunge in der Bildmitte erkennbar

Der Flugplatz Tanquary Fiord (TC-LID: CJQ6) ist ein Flugplatz in der kanadischen Provinz Nunavut. Er liegt am Ende des Tanquary Fiord im Quttinirpaaq-Nationalpark und wird von Parks Canada betrieben. Der Flugplatz dient als Zugang zum Quttinirpaaq-Nationalpark, der aufgrund seiner Abgeschiedenheit für Besucher nur aus der Luft erreicht werden kann.
Der Flugplatz Tanquary Fiord zeichnet sich durch seine extreme Einfachheit aus: Er besteht lediglich aus einer Schotterpiste und einem unbeleuchteten Windsack.